# Генріх Дрекманн
Генріх Дрекманн (нім. Heinrich Dreckmann; 5 квітня 1896, Гамбург-Гарбург, Німецька імперія — 30 липня 1918, Гран-Розуа, Франція) — німецький льотчик-ас, лейтенант Імперської армії.

## Біографія
Учасник Першої світової війни. Спочатку значився в офіційних документах як Гайнц Дрекманн, під цим ім'ям здобув першу перемогу, літаючи у складі 26-ї винищувальної ескадрильї. 29 серпня 1917 року отримав призначення в 4-ту винищувальну ескадрилью, де здобув ще 10 перемог. Загинув у бою над Гран-Розуа, впавши у палаючому винищувачі. Вважається, що його збили пілоти зі Spa. 75 — су-лейтенант Бамберже та лейтенант де ла Пез.